# 2096 Вайно
2096 Вайно (2096 Väinö) — астероїд головного поясу, відкритий 18 жовтня 1939 року.
Тіссеранів параметр щодо Юпітера — 3,461.
Названо на честь Вяйнемьойнена (фін. і карел. Väinämöinen) — головного персонажу карело-финського епосу Калевала.